# WTA Taiwan Open
WTA Taiwan Open — жіночий тенісний турнір, що проходить на Тайвані з 2016 року, як турнір міжнародного рівня WTA. Першого року турнір відбувся в місті Гаосюн. З 2017 року його перенесено до Тайбея.

## Фінали

### Одиночний розряд
| Рік  | Чемпіонка       | Фіналістка       | Рахунок  |
| ---- | --------------- | ---------------- | -------- |
| 2018 | Тімеа Бабош     | Катерина Козлова | 7–5, 6–1 |
| 2017 | Еліна Світоліна | Пен Шуай         | 6–3, 6–2 |
| 2016 | Вінус Вільямс   | Дой Місакі       | 6–4, 6–2 |

### Парний розряд
| Рік  | Чемпіонки                 | Фіналістки                         | Рахунок     |
| ---- | ------------------------- | ---------------------------------- | ----------- |
| 2018 | Дуань Інін Ван Яфань      | Нао Хібіно Оксана Калашнікова      | 7–64, 77–65 |
| 2017 | Чжань Хаоцін Чжань Юнжань | Луціє Градецька Катержина Сінякова | 6–4, 6–2    |
| 2016 | Чжань Хаоцін Чжань Юнжань | Ходзумі Ері Като Мію               | 6–4, 6–3    |